# Гідде Крейзе
Гідде Крейзе (нід. Hidde Kruize, 30 вересня 1961) — нідерландський хокеїст на траві.
Бронзовий призер Олімпійських Ігор 1988 року, учасник 1984 року.
Чемпіон Європи 1983 року.